# Ussuri
Ussuri är en gränsflod som flyter igenom krajerna Primorje och Chabarovsk i Ryssland och den sydöstra delen av Manchuriet i Kina. Den flyter norrut från bergskedjan Sichote-Alin och bildar en del av den gräns som Ryska imperiet och Qingdynastin kom överens om i Konventionen i Peking 1860. Floden förenas som en biflod till med Amur vid Chabarovsk.
Den kinesisk-sovjetiska gränskonflikten 1969 utspelades längs med Ussuri och kring Damanskij-ön som ligger mitt i floden.